# Néa Zoí (ort i Grekland, Attika)
Néa Zoí (Nea Zoi) är en ort i Grekland.   Den ligger i prefekturen Nomarchía Dytikís Attikís och regionen Attika, i den sydöstra delen av landet, 23 km nordväst om huvudstaden Aten. Néa Zoí ligger 130 meter över havet och antalet invånare är 518.
Terrängen runt Néa Zoí är huvudsakligen kuperad, men åt sydost är den platt. Runt Néa Zoí är det tätbefolkat, med 881 invånare per kvadratkilometer. Närmaste större samhälle är Peristéri, 19,7 km öster om Néa Zoí. Runt Néa Zoí är det i huvudsak tätbebyggt.